# 將軍公路石橋
將軍公路石橋（Generals' Highway Stone Bridges）始建於1930年。是將軍公路的一部分，從金斯峡谷国家公园（當時被稱爲格蘭特將軍國家公園）的格蘭特·葛洛夫將軍的巨杉中穿過巨杉國家公園。一座橋在樹林中橫跨卡威亞河，而另一座類似的橋梁則于一空曠峽谷中橫跨三葉草溪。

## 設計
這座橋梁使用典型的鋼筋混凝土桶型拱門，側面有未澆築的石塊，具有鄉野風風格。路人幾乎不會看見混凝土，他們的注意力皆被大量的石材所吸引。在這兩座橋中，由於環境因素，所以三葉草溪橋往往會給人們留下更爲深刻的印象。橋梁由美国国家公园管理局計劃與設計處以及公共道路管理局合作設計。
這座橋梁的設計靈感來自西徹斯特郡林蔭公路系統。其中包括布朗克斯河以及哈欽森河林蔭公路。國家公園管理局曾派遣兩位設計師視察施工情況，其中一位為將軍公路橋梁之設計者約翰·沃斯基。沃斯基于1928年秋季制定了大理石岔道橋的設計方案，而建造計劃則于1929年1月由公共道路管理局制定。三葉草溪橋于1930年設計完畢，兩座橋梁在同一年開始施工，承包商皆為比奇特尔公司。

美國歷史工程記錄中的橋梁設計圖

## 外部鏈接
维基共享资源上的相關多媒體資源：將軍公路石橋